# Chevy Chase Heights
Pour les articles homonymes, voir Chase.
Chevy Chase Heights est une census-designated place située dans le comté d'Indiana, dans l’État de Pennsylvanie, aux États-Unis. Lors du recensement de 2020, elle compte 1 229 habitants.